# Понтичний вапняк

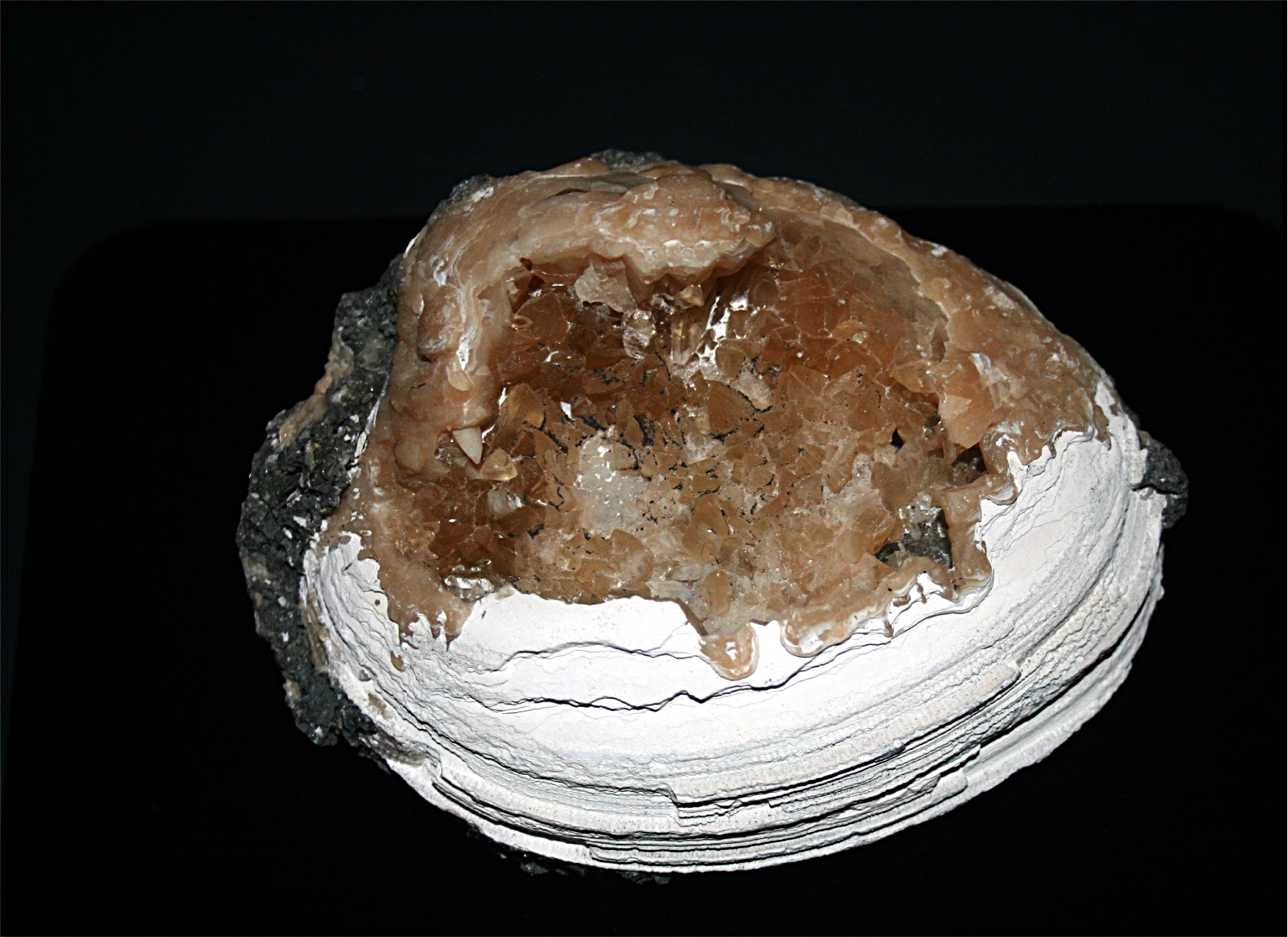
Викопна раковина молюска з кальцитом

Понтичний вапняк (рос. понтический известняк, англ. Pontian limestone, нім. Pontian Kalkstein) — осадова гірська порода, що складається головним чином з кальциту (91%) з домішками оксидів кальцію, магнію, алюмінію, заліза, кремнію. У вапняку в невеликих кількостях містяться також миш'як (0,08%),мідь (0,0005%), свинець, нікель, хром, ванадій, титан, марганець (0,1%), стронцій (0,02%), натрій (0,06%) тощо.

## Загальна характеристика
Назва вапняку походить від найменування Понтичного моря, на дні якого він утворився. Це море з'явилося 6 млн. 550 років тому, у пізньому міоцені (понтійський ярус) і проіснувало 650 тис. років, а потім у результаті регресії відбулося підняття суходолу і відступ морських вод. Понтичне море покривало більшу частину нинішньої Одеської області. Понтичні вапняки, які залягають в районі Одеси, ще називають ракушняками у зв'язку з тим, що вони складаються з раковин молюсків та їхніх уламків.
Максимальна потужність пластів понтичного вапняку на півдні України становить близько 15,7 м, в середньому - від 5 до 12 м.
Забарвлення вапняку варіює від світло-бурого до світло-сірого і білого. Рівномірно зцементовані вапняки являють собою досить легку гірську породу: питома вага 2,67 г/м3, об'ємна вага - 1150-1560 кг/м3.
Раковини молюсків та їх уламки складають 60-70% маси ракушняків. Іноді, між зернами кальциту зустрічаються лусочки слюди, піщинки кварцу, польового шпату, магнетиту, піриту, циркону та ін.

## Рештки хребетних тварин у понтичному вапняку
Крім неорганічних включень, у понтичному вапняку знаходять кістки викопних тварин, причому не лише риб, але й сухопутних тварин (плазунів, дрібних і крупних ссавців тощо).